# Silvia Albert Sopale
Silvia Albert Sopale (Sant Sebastià, Guipúscoa, 1976) és una actriu, directora teatral, creadora i activista feminista antirracista basca que viu a Barcelona. Llicenciada per l'Escola Superior d'Art Dramàtic de Múrcia, ha escrit i representa No es país para negras, una obra que explica què implica ser dona i afrodescendent a Espanya.

## Biografia
Silvia és filla d'una equatoguineana bubi i d'un nigerià igbo, que es van conèixer a Guinea quan ell s'hi traslladà. El seu pare va perdre la seva família de ben petit, i va haver de buscar-se la vida tot sol. Es va criar als carrers, va vendre productes al carrer i, finalment, va aconseguir estudiar. Gràcies als coneixements adquirits va ser capaç de sortir de la pobresa i convertir-se en professional de futbol amb els equips de l'Atlético de Malabo, el Joventut Biafra i la selecció nacional de Guinea Ecuatorial. La seva mare, en canvi, va rebre una bona formació. Els seus pares es traslladaren a Espanya el 1974 en busca "d'una vida millor", primer a Mallorca i d'allà a Sant Sebastià. La seva mare estudià auxiliar d'infermeria i el seu pare fotografia, alhora que treballava en bars. Malgrat les penúries i les dificultats econòmiques, tingueren quatre fills; Silvia ocupa el tercer lloc.
L'actriu es va criar a Alacant i es va matricular a l'Escola Superior d'Art Dramàtic de Múrcia, una etapa en què va sentir-se fora de lloc pel simple fet de no poder ser ella mateixa. Va patir abusos, agressions i racisme. Silvia ha denunciat més d'un cop el fet d'haver estat escollida per interpretar papers per fer de prostituta, immigrant, delinqüent o dona de la neteja, i també denuncia que a Espanya no s'entengui que les dones afrodescendents també són "actrius morenes".
Ja instal·lada a Barcelona, als 30 anys va trobar l'equilibri a la seva vida. Va començar la terapia Gestalt, on va aprendre a connectar amb ella mateixa, i va recuperar l'amor pel teatre, per la vida, la pau amb el món i l'amor de parella. Va iniciar-se com a regidora en el Teatre Lliure i es quedà embarassada de la seva filla, fruit de l'enllaç amb el seu marit.
Com a actriu, també ha aparegut a la sèrie de televisió La catedral del mar (2018) i a l'obra de teatre L'amansi(pa)ment de les fúries (2019), de la companyia Parking Shakespeare i dirigida per Carla Rovira, basada en l'obra de William Shakespeare L'amansiment de la fera.

## Projectes personals
- No es país para negras[7] - obra de teatre interpretada[8] al llarg del país.
- Black Barcelona[9] - trobada anual dirigida a afrodescendents organitzada per Silvia Albert[10] i Deborah Ekoka. Aquí s'han portat a terme presentacions de llibres, conferències i tallers, entre d'altres activitats.
- Hibiscus[11] - organització que funciona com grup tancat només per a gent afro, amb un 80% de dones negres als llocs directius i amb orientació afro-feminista.

### No es país para negras[12]
No es país para negras és una comèdia dramàtica on Silvia Albert Sopale interpreta Tomasa. L'obra, nascuda amb la intenció de mostrar els micro racismes, va inspirar-se en el poema "Le gritaron negra", de la poetessa afroperuana Victoria Santa Cruz. Els assajos començaren l'1 de setembre del 2014, just un parell de dies abans que l'autora morís.
Va ser en aquell moment que l'obra passà de ser una obra de ficció escrita a una autorreferencial en primera persona. No es país para negras reflexiona sobre com la societat veu als afrodescendents i com aquesta mirada pot afectar aquestes persones en la seva vida personal i en la construcció de la seva identitat. L'obra respon a preguntes com: què passa amb la gent negra?, quins són els meus referents negres nacionals?, o quina és la història de la gent negra a Espanya? La hipersexualització de la dona negra és un altre dels temes que es reivindica, i la importància de remarcar la possibilitat de pertànyer a dos mons (Europa i Àfrica) també té cert protagonisme. L'espectador pot descobrir què hi ha darrere de la terra mare i per què els records, de vegades, no ens deixen avançar.
No es país para negras va presentar-se al Centre de Cultura Contemporània de Barcelona el 29 de juny de 2018.
Fragment de la performance de Victoria Santa Cruz
| «                      | Al fin comprendí. AL FIN. Ya no retrocedo. AL FIN. Y avanzo segura. AL FIN. Avanzo y espero. AL FIN Y bendigo al cielo porque quiso Dios que negro azabache fuese mi color. Y ya comprendí. AL FIN. ¡Ya tengo la llave! NEGRO NEGRO NEGRO NEGRO NEGRO NEGRO NEGRO NEGRO NEGRO NEGRO NEGRO NEGRO NEGRO NEGRO ¡Negra soy! | » |
| — Victoria Santa Cruz, | |   |